# Данијела Кембел
Данијела Мари Кембел (енгл. Danielle Marie Campbell; Хинсдејл, 30. јануар 1995) је америчка глумица. Позната је по главним улогама као што су Џесика Олсон у оригиналном филму Звезда у успону продукције Дизни канала, Симон Денијелс у Дизнијевом филму Матура, Давина Клер у телевизијској драмској серији Првобитни на мрежи CW, као и по двострукој улози Кајле Пауел и Оливије Мун у психолошком трилеру Испричај ми причу на платформи CBS All Access.

## Младост
Кембел је рођена у Хинсдејлу, у савезној држави Илиноис. Њени родитељи су Џорџан и Џон Кембел, а има и млађег брата. Откривена је у фризерском салону у Чикагу када је имала десет година.

## Каријера
Прву глумачку улогу остварила је као гостујући лик у пет епизода серије Бекство из затвора. Такође се појавила у националној телевизијској реклами за Build-A-Bear Workshop, као и у улози Дарле у филму The Poker House из 2008. године. Године 2010. наступила је у серији Zeke and Luther на Дизни каналу у улози Дани, након чега је исте године остварила главну улогу у телевизијском филму Звезда у успону, заједно са Стерлингом Најтом. Након успеха тог филма, потписала је уговор о даљем развоју пројеката са компанијом Дизни. Играла је једну од главних улога у филму Матура, који је премијерно приказан 29. априла 2011. године, уз Николаса Брауна, Нолана Сотила и Ејми Тигарден.
Године 2013, добила је главну улогу у телевизијској серији Првобитни, у којој је тумачила моћну шеснаестогодишњу вештицу по имену Давина. Крајем исте године, продукција филма 16 South најавила је да ће Кембел глумити у том пројекту заједно са Луком Бенвардом. У априлу 2015. снимала је филм Race to Win, у ком је играла поред Ајдена Фловерса и Лука Перија. Филм је премијерно приказан 2016. године. Исте године добила је улогу Ели Рид у телевизијској серији SINs, а 2017. тумачила је лик Меди у продукцији F the Prom. У марту 2018. појавила се у музичком споту за песму Џесија Макартнија Better With You.
Током 2018. имала је споредну улогу у другој сезони серије Славна и заљубљена на каналу Freeform. У јуну исте године добила је главну улогу у телевизијској драмској серији Испричај ми причу, у продукцији CBS All Access. Године 2021. наступила је у бродвејској продукцији драме Trouble in Mind ауторке Алис Чилдрес.
У 2025. години очекује се њено појављивање у Нетфликсовој серији The Waterfront.

## Приватни живот
Кембел живи у Лос Анђелесу, у Калифорнији. Била је у вези са певачем Лујем Томлинсоном од новембра 2015. до децембра 2016. године. У фебруару 2018. започела је везу са дугогодишњим пријатељем и бившим колегом из серије Првобитни, Колином Вуделом. Пар се верио у августу 2023. након пет година забављања.

## Филмографија

### Филмови
| Година | Назив                      | Улога                      | Напомене    |
| ------ | -------------------------- | -------------------------- | ----------- |
| 2008   | The Poker House            | Дарла                      | [ 15 ]      |
| 2011   | Матура                     | Симон Данијелс             | [ 16 ]      |
| 2012   | Madea's Witness Protection | Синди                      | [ 17 ]      |
| 2016   | Race to Win                | Хана                       | [ 18 ]      |
| 2017   | F the Prom                 | Меди Датнер                | Видео       |
| 2018   | Ghost Light                | Џулијет Милер              | [ 19 ]      |
| 2018   | Shrimp                     | Џесина девојка са састанка | Кратки филм |
| 2019   | Being Frank                | Алисон                     | [ 21 ]      |

### Телевизија
| Година    | Назив              | Улога                     | Напомене                                                           |
| --------- | ------------------ | ------------------------- | ------------------------------------------------------------------ |
| 2006–2007 | Бекство из затвора | Грејси Холандер           | 4 епизоде                                                          |
| 2010      | Zeke and Luther    | Дени                      | Епизода: Double Crush                                              |
| 2010      | Звезда у успону    | Џесика Олсон              | Оригинални филм Дизни канала                                       |
| 2012      | Drop Dead Diva     | Карла Мидлен              | Епизода: Family Matters                                            |
| 2013–2018 | Првобитни          | Давина Клер               | Главна улога (сезоне 1–3) Специјална гостујућа звезда (сезоне 4–5) |
| 2017      | Паклена кухиња     | Себе                      | Епизода: Aerial Maneuvers                                          |
| 2017–2018 | Бегунци            | Ајфел                     | Понављајућа улога: 6 епизода                                       |
| 2018      | Славна и заљубљена | Харпер Тејт               | Понављајућа улога: 9 епизода                                       |
| 2018      | Америчка прича     | Хадли                     | Епизода: Pilot                                                     |
| 2018–2020 | Испричај ми причу  | Кејла Пауел / Оливија Мун | Главна улога                                                       |
| 2024–2025 | Новајлија          | Блер Лондон               | Понављајућа улога                                                  |
| 2025      | The Waterfront     | Пејтон Бакли              | [ 11 ]                                                             |

### Музички спотови
| Година | Назив           | Извођач       | Улога           |
| ------ | --------------- | ------------- | --------------- |
| 2018   | Better With You | Џеси Макартни | Љубавни интерес |